# Virgen de la Encina (Ponferrada)
La Virgen de La Encina es la Patrona de la comarca de El Bierzo, provincia de León, en la Comunidad Autónoma de Castilla y León, España, siendo coronada como tal en 1908. Su imagen se reverencia en la Basílica de Nuestra Señora de la Encina, en la ciudad de Ponferrada, sintiendo los bercianos una gran devoción hacia ella.
El Día de la Encina se celebra el 8 de septiembre y da nombre a las fiestas de la ciudad de Ponferrada.

## Historia
Existen muchas leyendas alrededor de cómo fue encontrada la imagen de la Virgen de la Encina. La página web de la diócesis de Astorga, a la que se encuentra adscrito El Bierzo, recoge una leyenda relatando que en el año 450, aproximadamente, llegó la primera imagen procedente de Jerusalén, traída por el Obispo Toribio.[cita requerida]
En el siglo IX, San Genadio la escondió en Ponferrada para ocultarla de las rafias musulmanas, pero con tanto celo que no se supo nada de ella hasta varios siglos después, sobre el año 1300, en que los Templarios, al comenzar la construcción de su Castillo en Ponferrada, el Castillo de Ponferrada, necesitaron de mucha madera y, un ocho de septiembre, día de la Natividad de la Virgen y día elegido para muchas de sus manifestaciones, al ir a cortar una encina, esta se partió y en la mitad que quedó de pie apareció un nicho con una imagen de estilo bizantino de la Madre y el Niño.[cita requerida]
La imagen actualmente venerada es del siglo XVI.